# Jessie Sapp
Jessie Sapp (ur. 4 marca 1986 w Nowym Jorku) – amerykański koszykarz, obrońca, aktualnie wolny agent.

## Osiągnięcia
NCAA
- Uczestnik NCAA Final Four 2007[1]
- Wybrany do:
  - I składu turnieju AAC (2008)[2]
  - II składu All-District 4 (2008)[3]

Indywidualne
- Zaliczony do I składu defensywnego ligi (2010)